# A Evolução Criadora
A evolução criadora (L'évolution créatrice) é uma obra filosófica escrita por Henri Bergson em 1907. Nesta obra Bergson desenvolve a ideia de uma "criação permanente de novidade" pela natureza.

## Índice: Capítulos e secções
Introdução
Capítulo I: A evolução da vida. – Mecanismo e finalidade.
Da duração em geral. Os corpos não organizados. Os corpos organizados: envelhecimento e individualidade.
Do transformismo e das maneiras de o interpretar. O mecanismo radical: biologia e físico-química. O finalismo radical: biologia e filosofia.
Procura de um critério. Exame das diversas teorias transformistas sobre um exemplo determinado. Darwin e a variação insensível. De Vries e a variação brusca. Eimer e a ortogénese. Os néo-lamarckianos e a hereditariedade do adquirido.
O élan vital.
Capítulo II: As direcções divergentes da evolução da vida. Torpor, inteligência, instinto.
Ideia geral do processo evolutivo. O crescimento. As tendências divergentes e complementares. Significado do progresso e da adaptação.
Relação do animal à planta. Esquema da vida animal. Desenvolvimento da animalidade. As grandes direcções da evolução da vida: torpor, inteligência, instinto.
Função primordial da inteligência.
A natureza do instinto.
Vida e consciência. Lugar aparente do homem na natureza.

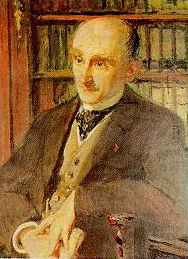
Retrato de Henri Bergson (1891), por Jacques-Émile Blanche.

Capítulo III: Do significado da vida. A ordem da natureza e a forma da inteligência.
Ligação do problema da vida ao problema do conhecimento. O método filosófico. Círculo vicioso aparente do método proposto. Círculo vicioso real do método inverso.
Da possibilidade de uma génese simultânea da matéria e da inteligência. Geometria inerente à matéria. Funções essenciais da inteligência
Esquisso de uma teoria do conhecimento fundada sobre a análise da ideia de desordem. As duas formas opostas de ordem: o problema dos géneros e o problema das leis. A desordem e as duas ordens.
Criação e evolução. O mundo material. Da origem e do destino da vida. O essencial e o acidental nos processos vitais e no movimento evolutivo. A humanidade. Vida do corpo e vida do espírito
Capítulo IV: O mecanismo cinematográfico do pensamento e a ilusão mecanística. Visão geral sobre a história dos sistemas. O futuro real e o falso evolucionismo.
Esquisso de uma crítica dos sistemas fundados sobre a análise das ideias de nada e imutabilidade. A existência e o nada.
O futuro e a forma.
A filosofia das formas e a sua concepção do que há-de ser. Platão e Aristóteles. Inclinação natural da inteligência.
O futuro segundo a ciência moderna. Dois pontos de vista sobre o tempo.
Metafísica da ciência moderna. Descartes, Spinoza, Leibniz.
A crítica de Kant.
O evolucionismo de Spencer.

## Finalismo e mecanicismo
Bergson debate a explicação finalista e a explicação mecanicista da evolução, defendidas respectivamente pela metafísica tradicional (herdada de Leibniz e, antes dele, de Aristóteles e centrando-se nas "causas finais", ou objectivos) e a dada pela ciência moderna (herdada de Descartes e centrando-se sobre as "causas eficientes", da "causalidade" científica).
Bergson mostra que estas duas visões, que muitas vezes colocamos em oposição, de fato, acabam por ser o mesmo no tratamento da evolução. Elas consistem em assumir que tudo foi dado no conjunto, desde o início: seja no objectivo que se julga que seja perseguido, desde o início, "em espírito" pela natureza; seja no conjunto dos parâmetros materiais de partida ou em presença (a partir das quais poderíamos deduzir exactamente o que ainda não aconteceu).

## O elan vital
Às duas posições anteriores, Bergson opõe o seu próprio conceito de elã vital: não há nenhum plano "já previsto" (nem efectivamente previsto como no caso do finalismo, nem simplesmente previsível como no caso do mecanicismo). A ideia é que a evolução é imprevisível, que "o mundo vai à aventura", que ele se "inventa incessantemente" sem que o caminho que ele deixa para atrás pré-exista à viagem, de uma forma ou de outra.
Como refere um estudioso da matéria: “O elã vital (élan vital francês) aparece no pensamento de Henri Bergson como o princípio explicativo da evolução da vida em todas as suas formas. Trata-se de um princípio responsável não somente pela evolução da vida até às formas superiores do espírito, mas também pelo nascimento da matéria. Bergson insiste na unidade deste impulso vital que atravessa toda a matéria, todas as formas criadas, dando força e impulso ao movimento unitário da vida e sua evolução.”

## Recepção
Em Ensaios Cépticos (Sceptical Essays), Bertrand Russell faz a seguinte apreciação da obra:
« Bergson publicou Dados imediatos da consciência (Données immédiates de la Conscience) em 1889 e Matéria e Memória (Matière et mémoire), em 1896. Mas a sua enorme celebridade data de A evolução criativa (1907); este livro não é melhor que os anteriores, mas contém menos argumentação e mais retórica, ainda que tenha tido um efeito mais convincente. Não há neste livro, desde o início até ao fim, um único raciocínio, e portanto um único mau raciocínio. Ele contém apenas uma pintura poética que faz apelo à imaginação. Nada neste livro nos pode ajudar a fazer uma ideia da veracidade ou da falsidade da filosofia que ele ensina; Bergson deixa aos outros o cuidado de resolver este problema que pudemos ainda assm considerar muito importante. Mas de acordo com as suas próprias teorias, ele tem razão para assim proceder, pois que atingimos a verdade por intuição, e não pela inteligência: ela, portanto, não é matéria a submeter ao raciocínio.»
Esta maneira de ver as coisas é também uma ilustração das críticas frequentemente aplicadas pelos filósofos analíticos a praticamente todos os filósofos continentais.

## Edições em português
- A Evolução Criadora, Henri Bergson, Edições 70, 2001, Páginas: 328, ISBN 9789724410722
- A Evolução Criadora, Henri Bergson, UNESP, 2009, Páginas: 408, tradução: Adolfo Casais Monteiro